# Graafschap Gulik
Het Graafschap Gulik (Duits: Jülich, Frans: Juliers) was een historisch graafschap binnen het Frankische Rijk en het Heilige Roomse Rijk. Het gebied omvatte een gebied tussen de rivieren Maas en de Rijn met de Roer als de centrale as. De hoofdplaats was de gelijknamige stad Jülich. Met uitzondering van enkele plaatsen in Nederlands-Limburg lag het geheel in het huidige Duitsland.

## Geschiedenis

### Voorgeschiedenis
Gulik was oorspronkelijk een Romeinse pleisterplaats, in het Latijn Juliacum, genoemd naar de rivier de Roer. Na de Grote Volksverhuizing vestigden de Franken zich op deze plaats en werd Gulik de hoofdplaats van de Gulikgouw. Rond 900 werden het ambt en de titel graaf erfelijk en de opeenvolgende heersers beschouwden hun graafschap nu als een privé vorstendom dat ze voortdurend probeerden te vergroten.

## Graafschap
Het graafschap ontstond in 900 toen Gerard van de Metzgau de inwoners van Gulik hielp om  koning Zwentibold van Lotharingen te verslaan. Gerard trouwde vervolgens met diens weduwe, Oda van Saksen. Het bezit en de rijkdom van het graafschap werd door het huwelijk van graaf Willem II in 1172 met Alvaridis van Saffenberg zeer vergroot.
De stad Gulik raakte ook betrokken in conflicten over de troonopvolging in het Heilige Roomse Rijk, waardoor ze, eerst in 1114 door Keizer Hendrik V en in 1214 door koning Frederik II, verwoest werd. De stad kreeg daarna te maken met de veroveringsdrang van Keulse aartsbisschoppen, met wie de graven een eeuw lang strijd voerden. Bisschop Koenraad van Hochstaden verwoestte in 1239 de stad nogmaals, en diens opvolger Siegfried van Westerburg in 1278 andermaal. Dat de graven een geschikte huwelijkspolitiek voerden bleek in 1266, toen Willem V van Gulik met Maria van Dampierre, een dochter van graaf van Vlaanderen Gwijde van Dampierre en Mathilde van Béthune, trouwde wat resulteerde in een bondgenootschap met het graafschap Vlaanderen. Willem werd, tezamen met zijn vader Willem IV van Gulik, tijdens een straatgevecht met oproerige inwoners, in 1278 in Aken gedood. Willem werd opgevolgd door zijn broer Walram. Deze stond in 1288 tijdens de Slag bij Woeringen tegen Keulen aan de kant van de overwinnaar (Jan I van Brabant van het hertogdom Brabant), waardoor het graafschap definitief onafhankelijk bleef.
De zoon van Willem V, die naar zijn vader was vernoemd, tegenwoordig bekend als Willem van Gulik, speelde een belangrijke rol bij het verzet van de Vlamingen tegen de annexatiepolitiek van de Franse koning Filips de Schone. Willem was de leidsman van de Vlamingen tijdens de Guldensporenslag. Willem verloor in 1304  de slag bij Pevelenberg van de Fransen waarbij hij sneuvelde. De heren van Gulik wisten door een goede huwelijkspolitiek en duidelijke erfopvolging hun macht steeds te vergroten.  In 1356 kreeg het graafschap de nieuwe, hogere status van hertogdom waardoor het hertogdom Gulik ontstond.